# Transneptunické těleso
Transneptunické těleso (zkratka TNO z anglického Trans-Neptunian Object) je objekt v naší sluneční soustavě, který se pohybuje za oběžnou drahou planety Neptun. Celkový počet těchto objektů prolétávajících oblastí ve vzdálenosti 30 až 50 AU od Slunce, a s průměrem nad 100 km, se odhaduje na více než 70 tisíc.[zdroj?] Roku 2018 bylo evidováno 528 číslovaných a více než 2000 nečíslovaných TNO.
Tato tělesa jsou považována za planetky, či trpasličí planety, a jsou také zařazována do katalogu planetek, včetně Pluta i s jeho měsícem Charonem. Některé z nich jsou doprovázeny průvodci (k 14. 9. 2006 celkem 28 objektů).
TNO se pravděpodobně formovaly srážkami.

## Kategorie transneptunických těles

Kategorie transneptunických těles.

Většina transneptunických těles (s výjimkou plutoidů) patří mezi malá tělesa sluneční soustavy. Podle dynamických vlastností svých drah se dělí do několika skupin:
- Objekty z Kuiperova pásu (zkratka KBO z anglického Kuiper Belt Objects) jsou objekty ve vzdálenostech 30 (v blízkosti dráhy Neptunu) až 50 AU; dále se dělí na:
  - Plutína (pojmenovány podle trpasličí planety Pluto, která je jejich prvním objeveným představitelem) jsou objekty, jejichž dráha je v rezonanci 2:3 s Neptunovou dráhou.
  - Jiné rezonanční objekty (s poměrem oběžných dob 4:5, 3:4, 3:5, 4:7 a 1:2) s Neptunem.
  - Kubewana (angl. Cubewanos, pojmenovány podle hláskování části předběžného označení prvního představitele této skupiny, 1992 QB1, [kjuː biː wʌn]IPA) jsou objekty na drahách s malou excentricitou (pod 0,15) a s velkými poloosami v rozpětí od 41,8 do 48 AU.
- Objekty rozptýleného disku (zkratka SDO z anglického Scattered Disk Objects) jsou objekty v oblasti obklopující Kuiperův pás. Mohou mít perihel v blízkosti dráhy Neptunu, mají však výraznější sklon oběžné dráhy a velkou excentricitu dráhy.
  - Také v této oblasti se vyskytují rezonanční objekty s Neptunem (nejčastěji v poměru oběžných dob 2:5), ale vzhledem k větší vzdálenosti od Neptunu jich je relativně méně než v Kuiperově pásu.
- Objekty odděleného disku jsou tělesa, která se ani v době svého největšího přiblížení nedostávají do gravitačního vlivu Neptunu.
- Objekty z Oortova oblaku jsou velmi vzdálené objekty. Existence mračna těles na okraji sluneční soustavy vyplývá z modelů jejího vývoje, ovšem žádné z nich nebylo dosud přímo pozorováno.
  - Předpokládaná, avšak zatím také stále nepozorovaná vnitřní část Oortova mračna se někdy nazývá Hillsův oblak.
- Další objekty, nepatřící do žádné z výše uvedených kategorií.

## Největší transneptunická tělesa

Velikosti transneptunických těles

Eulerův diagram s různými typy těles sluneční soustavy

- (134340) Pluto (plutíno), 2370 ± 20 km
- (136199) Eris (SDO), 2326 ± 12 km
- (136472) Makemake (kubewano), 1500 km
- (136108) Haumea (kubewano), 1380 km
- (50000) Quaoar (kubewano), 1260 km
- (225088) Gonggong (SDO), 1230 ± 50 km
- Charon (měsíc Pluta), 1212 km
- (90377) Sedna (objekt odděleného disku), 1060±100 km
- (90482) Orcus (plutíno), 1000 km
- (20000) Varuna (kubewano), 870 km
- (120347) Salacia (E-SDO), 866 km
- (55637) 2002 UX25 (kubewano), 840 km?
- (55565) 2002 AW197 (jiné TNO), 790 km
- 2002 MS4 (jiné TNO), 760 km?
- 2003 MW12 (kubewano), 760 km?
- 2005 RN43 (kubewano?), 760 km?
- (19521) Chaos (kubewano), 740 km?
- 2003 AZ84 (plutíno), 730 km?
- (55636) 2002 TX300 (kubewano), 710 km?
- (24835) 1995 SM55 (jiná TNO), 700 km?
- (90568) 2004 GV9 (kubewano), 700 km?
- (120178) 2003 OP32 (kubewano), 670 km?
- (229762) 2007 UK126 (SDO), 670 km?
- (42301) 2001 UR163 (SDO), 640 km?
- (84922) 2003 VS2 (plutíno), 640 km?
- (15874) 1996 TL66 (SDO), 630 km
- (84522) 2002 TC302 (2:5 rezonanční objekt), 500 km
- (19308) 1996 TO66 (kubewano), 200 km?

PoznámkaPrůměry, doprovázené otazníkem, jsou odhadovány z průměrného albeda TNO a hvězdné velikosti objektu. Mohou se proto výrazně lišit od skutečnosti. Stav k 14. 9. 2006.

## Statistika objevených transneptunických těles
- plutína – 196
- jiné rezonanční TNO – 52
- kubewana – 665
- SDO – 101
- objekty z Oortova oblaku – 1
- jiná TNO – 112
- celkem – 1127

PoznámkaDo jednotlivých skupin jsou zařazeny i objekty, u nichž jejich klasifikace vzhledem k dosud ne zcela přesné znalosti oběžné dráhy je nepotvrzená. Stav včetně Pluta, ale bez Charonu, k 14. 9. 2006.